# Albert Kempter

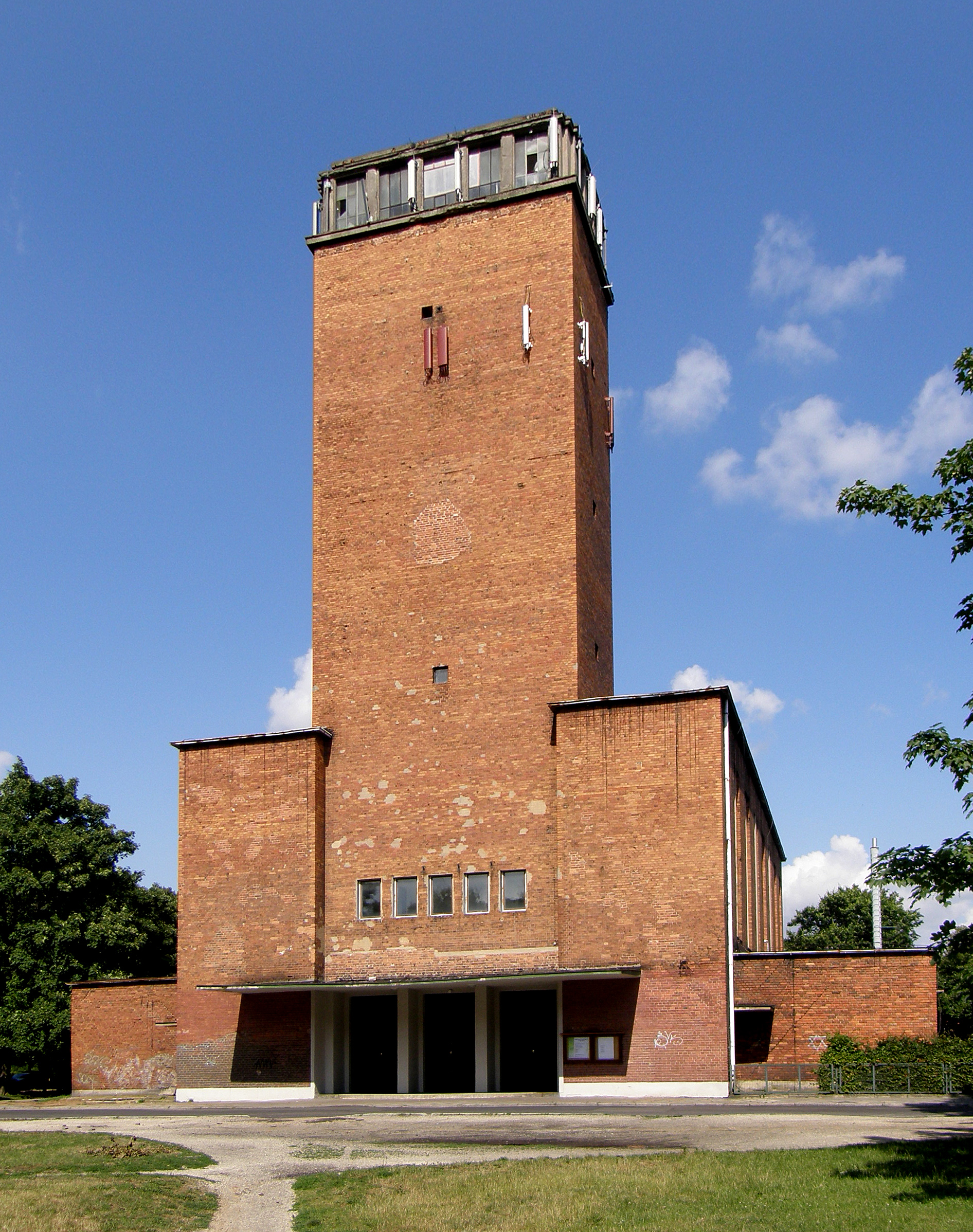
Kościół Gustawa Adolfa we Wrocławiu

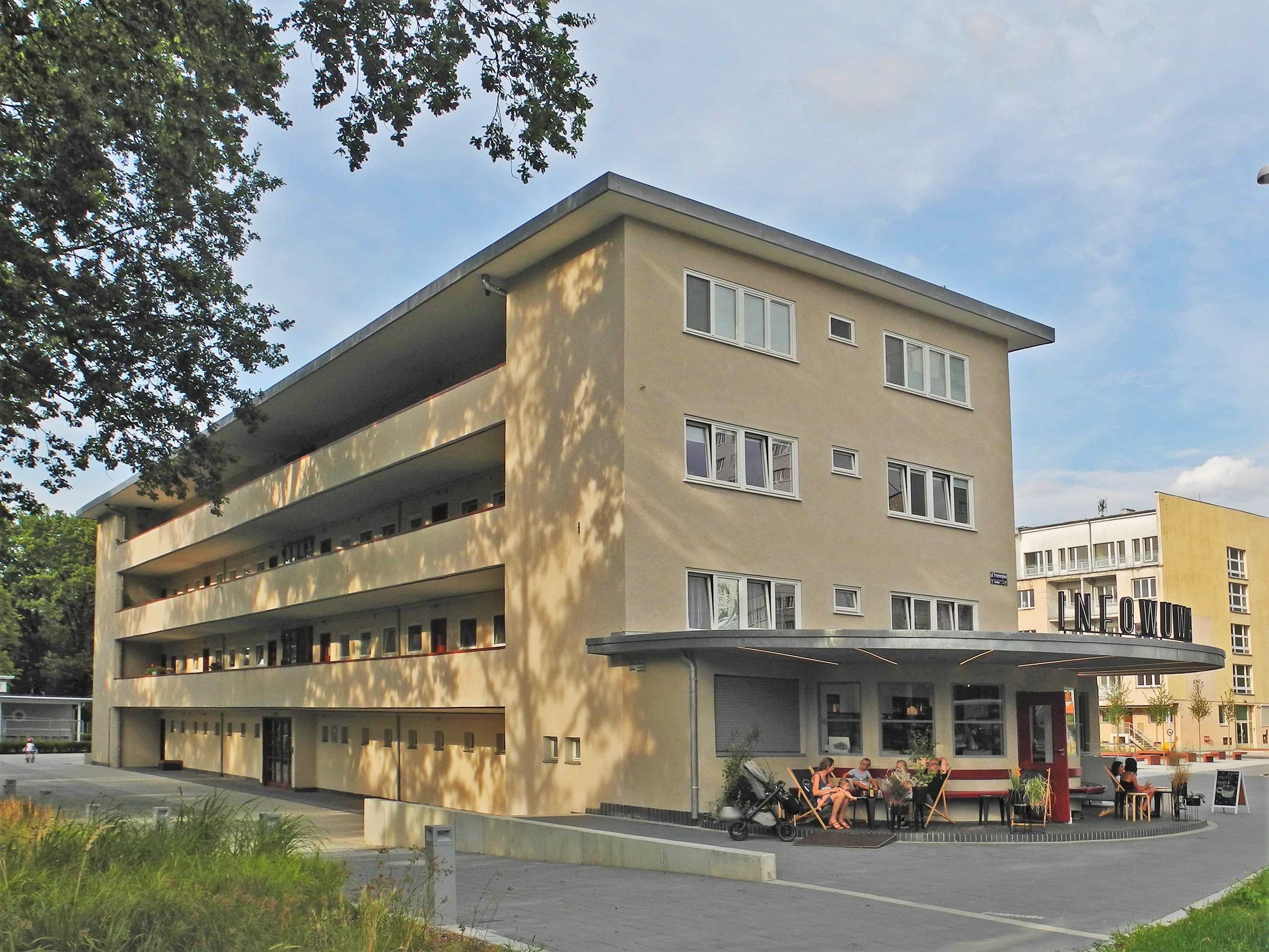
Galeriowiec z wystawy WUWA

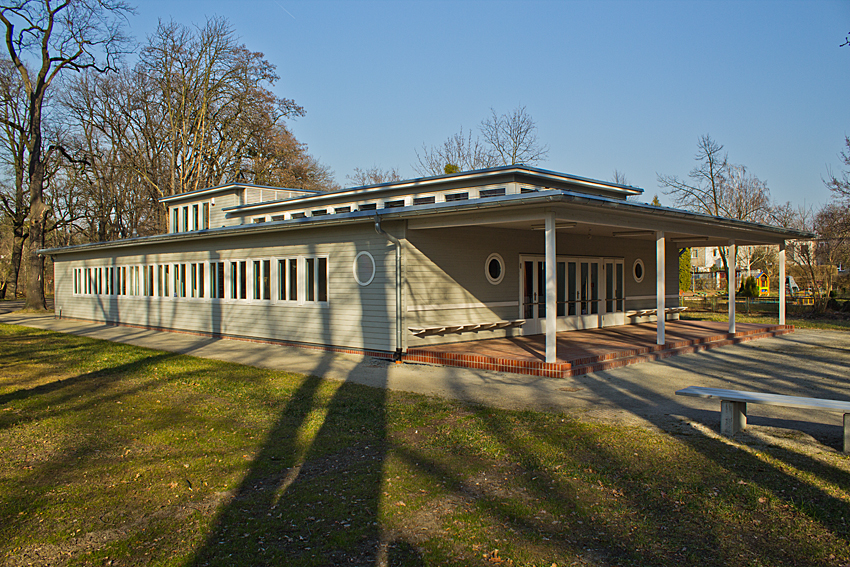
Zrekonstruowany budynek przedszkola wystawy WUWA

Karl Albert Kempter (ur. 8 czerwca 1883 w Stuttgarcie, zm. 28 października 1941 we Wrocławiu) – niemiecki architekt działający głównie we Wrocławiu.

## Życiorys
Studiował w Szkole Rzemiosł Budowlanych w Stuttgarcie, gdzie zaprzyjaźnił się z Paulem Heimem, który później został jego szwagrem, wspólnikiem i współautorem najważniejszych projektów realizowanych w latach dwudziestych i trzydziestych we Wrocławiu. W sierpniu 1909 znalazł zatrudnienie w biurze miejskiego radcy budowlanego Wrocławia Maksa Berga. Pomagał mu w opracowywaniu jego projektów min. Hali Stulecia, niezrealizowanego krematorium na Grabiszynie, łaźni miejskiej, kaplicy na Cmentarzu Osobowickim i również niezrealizowanych drapaczy chmur w centrum miasta. Na początku lat dwudziestych z Albertem Kempterem założył firmę projektową Heim & Kempter. W latach dwudziestych i na początku lat trzydziestych udało im się wspólnie zrealizować projekty osiedli domów mieszkalnych na Sępolnie, Biskupinie, Grabiszynie, Pilczycach, Księżu Małym i Osiedlu Henrykowskim, w których zamieszkało łącznie kilkadziesiąt tysięcy wrocławian. W roku 1929 wzięli udział w wystawie „Mieszkanie i Miejsce Pracy”, gdzie zaprezentowano dwa domy ich projektu: galeriowy dom wielorodzinny i przedszkole. Spośród jego projektów zrealizowanych bez udziału Paula Heima najbardziej znanym jest ewangelicki pamiątkowy kościół Gustawa Adolfa. W rozpisanym w roku 1927 konkursie na projekt tego kościoła Kempter zdobył pierwszą nagrodę pokonując min. Hansa Scharouna i Adolfa Radinga. Kościół ten wybudowano w latach 1932–1933. W latach trzydziestych projektował wraz z Heimem głównie domy jednorodzinne, min. swój własny przy ul. Smoczej na osiedlu Strachocin.

## Ważniejsze dzieła
- 1921–1924 – osiedle Eichborngarten pomiędzy ulicami Inżynierską i Hallera wraz z Paulem Heimem
- 1926 – osiedle Merckelstraße między ul. Nyską i Sernicką wraz z Paulem Heimem
- 1926–1928 – domy przy ul. Sowińskiego, Dembowskiego i Partyzantów na osiedlu Sępolno wraz z Paulem Heimem
- 1927 – I nagroda w konkursie na projekt kościoła ewangelickiego na Sępolnie, zrealizowany w latach 1932–1933
- 1928 – osiedla bloków mieszkalnych Księże Małe wraz z Paulem Heimem, Gustavem Wolfem, Hansem Thomasem i Rudolfem Sackiem
- 1928 – domy wielorodzinne przy ul. Hallera i Mieleckiej wraz z Paulem Heimem
- 1928 – projekt urbanistyczny osiedla Biskupin wraz z Paulem Heimem
- 1928–1930 – osiedle Pilczyce przy ul. Górniczej wraz z Paulem Heimem
- 1929 – wielorodzinny dom galeriowy nr 1 na osiedlu wzorcowym wystawy WUWA przy ul. Tramwajowej 2 wraz z Paulem Heimem
- 1929 – przedszkole dla 60 dzieci nr 2 na osiedlu wzorcowym wystawy WUWA przy ul. Wróblewskiego 18 wraz z Paulem Heimem
- 1933 – dom własny przy ul. Smoczej 30 na Strachocinie
- 1935 – wielorodzinny dom mieszkalny przy ul. Jantarowej 3–3a wraz z Paulem Heimem (budynek niezachowany)
- 1938 – siedziba spółdzielni Siedlungsgesellschaft Breslau A.G przy ul. Szewskiej wraz z Paulem Heimem

## Literatura
- Rafał Eysymontt, Jerzy Ilkosz, Agnieszka Tomaszewicz, Jadwiga Urbanik (red.): Leksykon architektury Wrocławia. Wrocław: Via Nova, 2011. Brak numerów stron w książce
- Jadwiga Urbanik: WUWA 1929–2009. Wrocławska wystawa Werkbundu. Wrocław: Muzeum Architektury we Wrocławiu, 2009. Brak numerów stron w książce